# بركان مايون
بركان مايون (بالإنجليزية: Mayon Volcano)‏ ويعرف أيضًا باسم قمة مايون، هو بركان طبقي نشيط يوجد في مقاطعة ألباي في الفلبين، ويتميز بشكله المخروطي المثالي وقد صنفت منطقته المحيطة المستوية كمنتزه وطني في يوليو 1938، وهي أول منتزه وطني في الفلبين، ثم أعيد تسميته ليصبح منتزه بركان مايون الوطني في عام 2000.

## موقعه

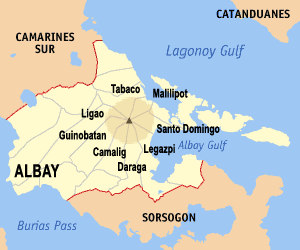
ثمانية مقاطعات تحيط ببركان مايون، بالفلبين

يعتبر بركان مايون أعلى نقطة في مقاطعة ألباي بالفلبين، ويبلغ ارتفاعه 2462 متر فوق ساحل خليج ألباي، ويبعد عن الساحل بنحو 10 كيلومترات.
تشارك في الموقع 8 مقاطعات من ضمنها كاماليغ، وليغاو، وتاباكو، وسانتو دومينغو، تحيط به.

## ثوراته
ثار بركان مايون 50 مرة خلال الـ 400 سنة السابقة، وبهذا يعتبر أشد براكين الفلبين نشاطا. وقد تركزت نشاطاته في الـ 300 عام الأخيرة على حافته الجنوبية الشرقية، بحيث أصبحت تلك الحافة قاحلة بينما بقيته فتعلوها المروج الخضراء والأشجار.
وسبب ذلك وجود أخدود يسمى «بونغا غولي» عل الناحية الجنوبية الغربية. تتجمع في هذا الأخدود الصهارة التي تسيل من قمة البركان. وعندما يمتليء الأخدود بالصهارة والحمم أو تتسبب في هزات أرضية فإن الصهارة وسيولها الساخنة تنهار على حافته الجنوبية الشرقية.
كانت ثورته الأشد في يوم 1 فبراير 1814. وخلالها توفي نحو 1200 شخص من السكان المحيطين به، أغلبهم من الحمم الساخنة الهابطة عليهم ومن انهيارات طينية لاهار. أدى هذا الثوران إلى تدمير مدينة «كاغساوا». ثم حدثت ثورات أخرى أصابت السكان شديدا في السنوات 1897، راح ضحيتها 350 من الأشخاص بسبب سقوط الرماد والحمم الساخنة وفيضانات الطين. وفي ثورته عام 1993 راح ضحيته 75 شخصا من انهيارات الحمم الساخنة.
في أغسطس عام 2006 اضطر لنزوح نحو 40.000 من السكان إلى أماكن آمنة، حيث
بدأ قبلها بشهر نشاط إصدار رماد كثيف وسيل صهارة. هدأت ثورة البركان في شهر سبتمبر وانتهى سيلان الصهارة في أوائل أكتوبر 2006 Lavaaustritt.

## اقرأ أيضاً
- بركان طبقي
- مونت سان هيلين
- مونت بيليه
- بركان تصدعي
- انفجار بركاني
- حمم بركانية
- صهارة